# Palebon (Pedurungan)
Palebon is een bestuurslaag in het regentschap Semarang van de provincie Midden-Java, Indonesië. Palebon telt 13.737 inwoners (volkstelling 2010).